# Sattelberg (Stubaier Alpen)
Der Sattelberg (lokal und auf alten Landkarten auch Leckner genannt) ist ein 2115 m ü. A. hoher Berg in den Stubaier Alpen an der Grenze zwischen Nord- und Südtirol.

## Lage und Landschaft
Der Sattelberg liegt am Alpenhauptkamm. Über den Kamm verläuft die Grenze zwischen Nordtirol (Gemeinde Gries am Brenner) und Südtirol (Gemeinde Brenner), seit dem Inkrafttreten des Vertrags von Saint-Germain 1920 Staatsgrenze zwischen Österreich und Italien. Der Berg fällt im Osten relativ steil zum Wipptal und zum Brennerpass (1370 m ü. A.) mit dem Passdorf Brenner ab, Richtung Südwesten erstreckt sich der Kamm, der das Obernbergtal im Norden vom Wipp- bzw. Pflerschtal im Süden trennt, weiter ansteigend zum Steinjoch (2186 m ü. A.) und zum Hohen Lorenzen (2315 m ü. A.).
Es handelt sich beim Sattelberg um eine sanfte Bergkuppe, die bis rund 2000 m mit Fichtenwäldern und bis zum Gipfel von Almmatten bewachsen ist. Die Westflanke bis zum Gipfel ist Teil des Landschaftsschutzgebietes Nößlachjoch – Obernberger See – Tribulaune. Südlich des Gipfels entspringt der Eisack, der zweitlängste Fluss Südtirols.

## Geologie
Der Sattelberg ist Teil der Steinacher Decke, die sich als tektonische Decke zwischen Gschnitztal und Pflerschtal erstreckt. Er besteht hauptsächlich aus Quarzphyllit mit Einschaltungen von Eisendolomit. Die Abhänge zur Sill unterhalb der Sattelbergalm sind aus Schwarzphyllit mit Einschaltungen von Kalkglimmerschiefer und Dolomit aufgebaut. Zwischen Gries am Brenner und der Sattelbergalm findet sich Bündnerschiefer mit Gesteinen der Matreier Schuppenzone.

## Nutzung
Das Gebiet wurde weidewirtschaftlich seit je extensiv genutzt, da hier die Bergmahd möglich war und auch ein Kaser bestand. Nordöstlich des Gipfels befindet sich die Sattelbergalm, südöstlich die Sattelalm. Auch führte ein alter Saumweg über den Sattelberg, der von Vinaders nach Süden führte und damit westlich zur Brennerroute verlief.
Am Nord- und Osthang des Sattelberges befand sich ein kleines Schigebiet, das 2006 eingestellt wurde. Von Gries bis zur Sattelbergalm bestand von 1965 bis 2006 ein Doppelsessellift, von dort führte ein Schlepplift bis knapp unter den Gipfel. Im Bereich der Alm befanden sich zwei weitere Schlepplifte.
Heute ist der Berg ein beliebtes Schitouren- und Wandergebiet, der Gipfel ist in rund 2½ Stunden Gehzeit von Gries oder Vinaders zu erreichen. Von der Sattelbergalm ins Tal besteht eine Rodelbahn.
Auf Südtiroler Seite war ein Windpark mit 19 Windkraftanlagen geplant, der u. a. vom Alpenverein Südtirol und vom Oesterreichischen Alpenverein bekämpft wurde. Nach jahrelangen gerichtlichen Auseinandersetzungen wurde die Errichtung 2017 vom Kassationsgericht endgültig untersagt.
Neben dem Gipfelkreuz betreibt die Universität Innsbruck eine Wetterstation auf 2108 m ü. A. Die Wetterstation steht auf den Grundmauern des Sattelberghauses der Naturfreunde Österreichs; dieses wurde 1959 ein Raub der Flammen und nicht wiederaufgebaut.

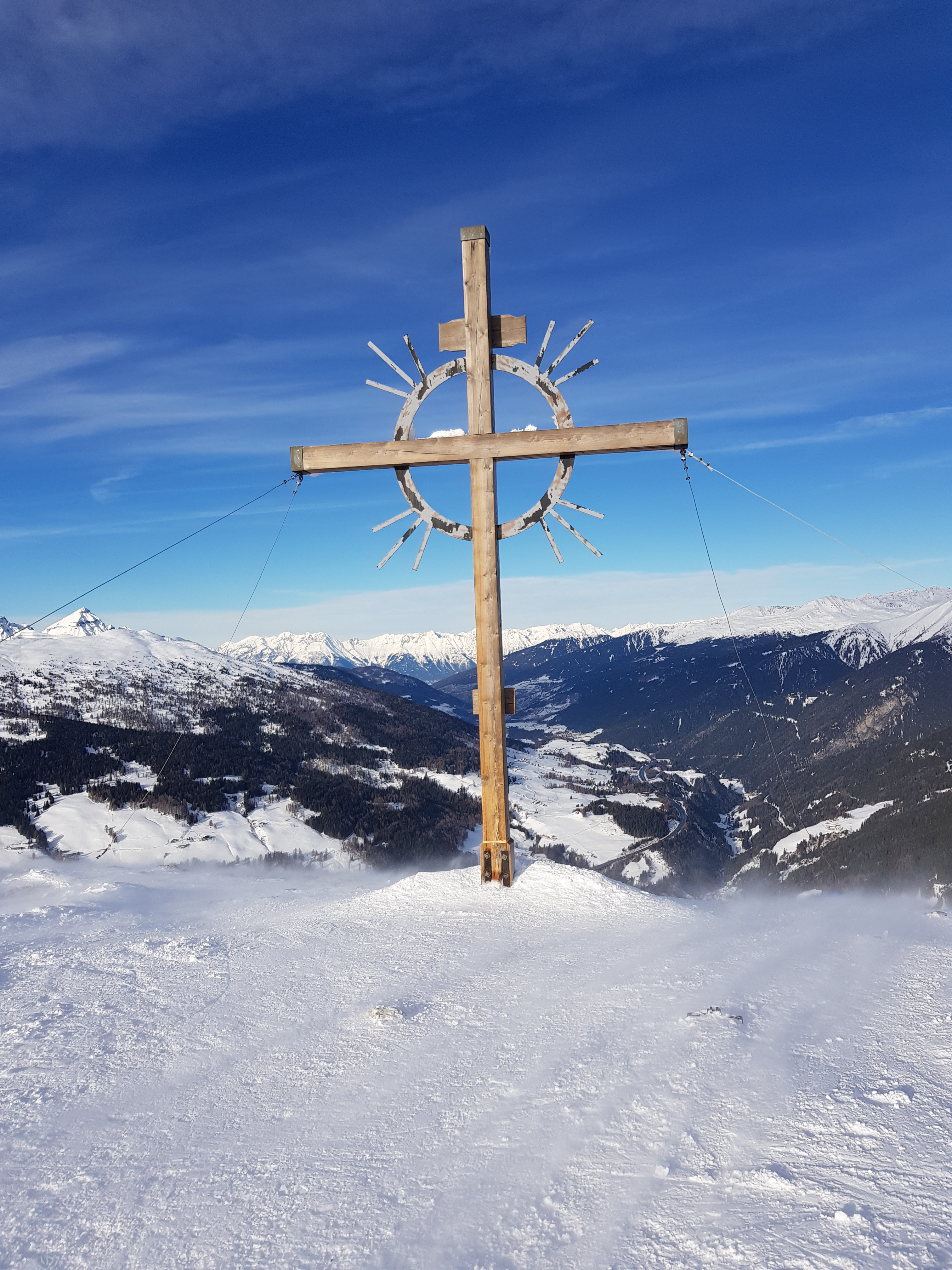
Gipfelkreuz 60 m nordöstlich des Gipfels auf ca. 2107 m ü. A.
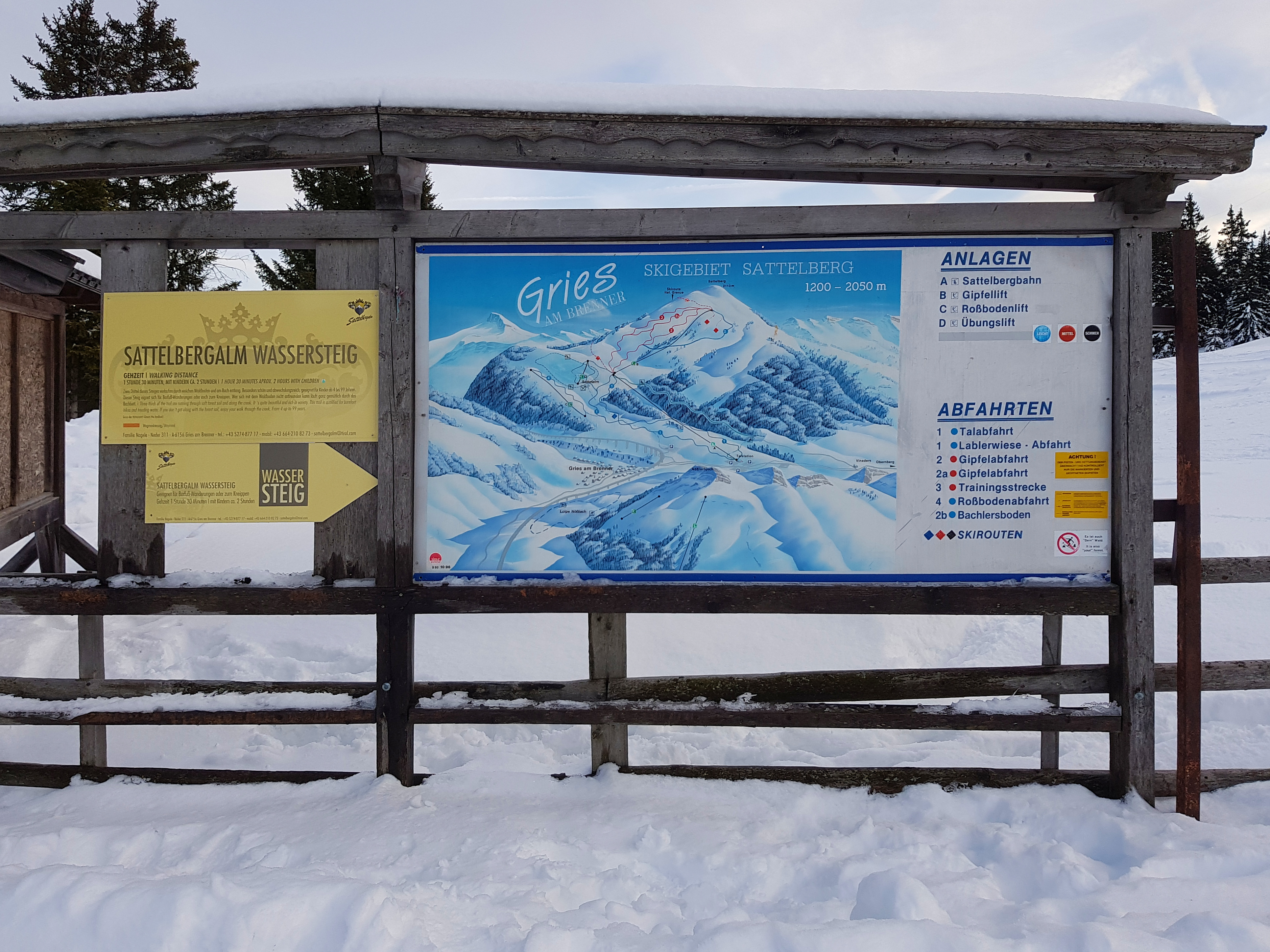
Skigebiet Sattelberg (bis 2006)
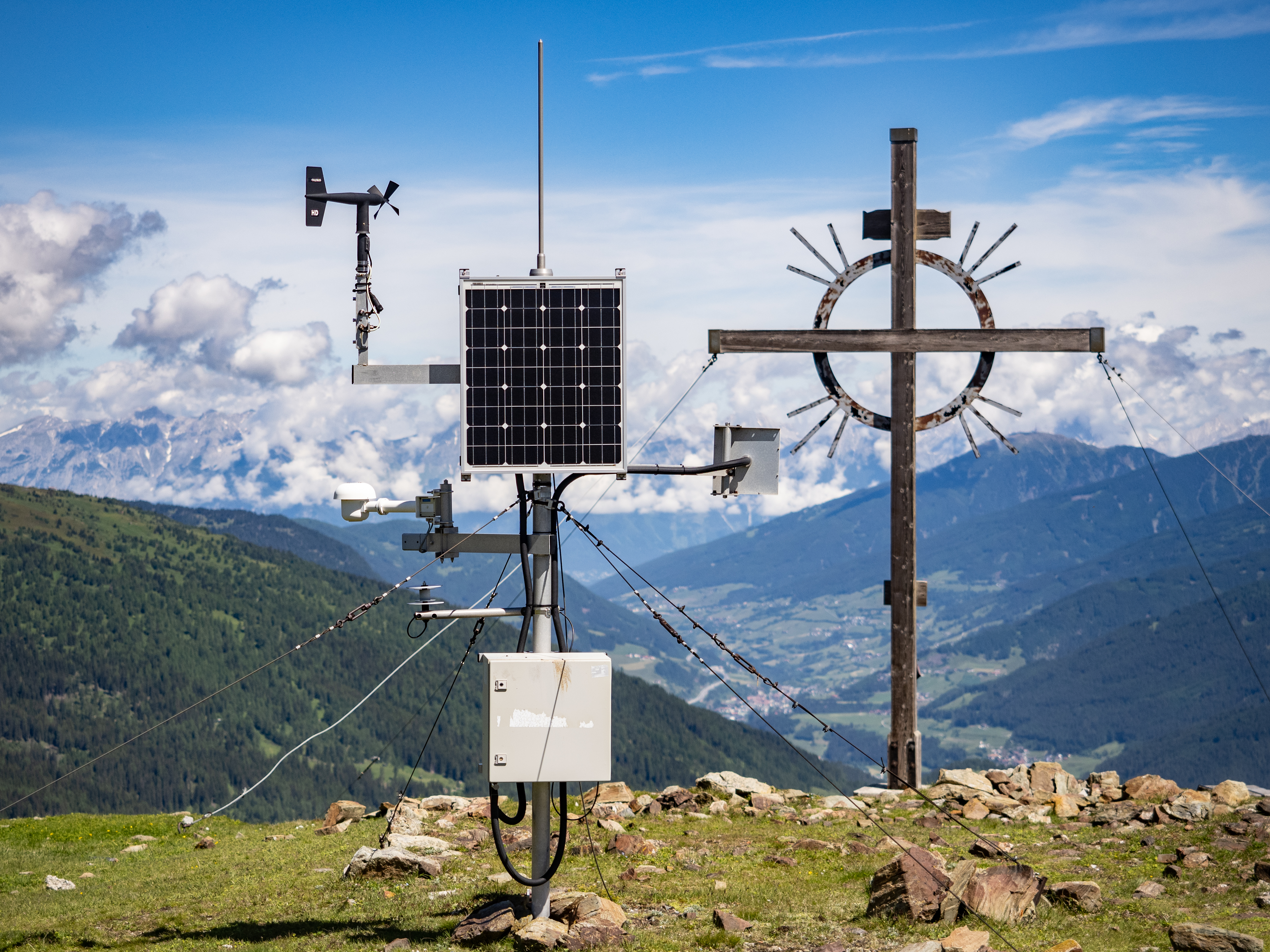
Wetterstation auf den Grundmauern des 1959 abgebrannten Sattelberghauses, dahinter das Gipfelkreuz